# Rosskopf (Brisgau)
Pour les articles homonymes, voir Rosskopf.
Le Rosskopf ou Roßkopf (en français : « tête de cheval ») est une montagne de la Forêt-Noire, au Brisgau, en Bade-Wurtemberg.

## Géographie
Cette montagne est située au nord-est de Fribourg et au sud-est de Gundelfingen. Sur son sommet se trouvent quatre éoliennes et la tour du Roßkopf (Roßkopfturm), une tour d'observation. Vers l'est de la tour se trouve le Martinsfelsen (rocher de Martin), à 686 mètres d'altitude, d'où on a une belle vue sur le nord du Brisgau. L'extrémité nord-ouest du Roßkopf est le Schlossberg (en français : « mont du château ») de Zähringen où se trouvait le château du même nom dont reste la tour, tandis que l'extrémité sud-ouest est le Schlossberg de Fribourg où se trouvait un château disparu dont seules quelques débris couverts de terre subsistent. Cette partie est appelée Ludwigshöhe (« élévation de Louis ») d'après Louis II de Bade. On peut aller sur la Ludwigshöhe pour avoir une meilleure vue de la ville. Devant le Petersfelsen (en français : « rocher Saint-Pierre »), sur le Schlossberg de Fribourg, fut construite la Bismarkturm (en français : « tour Bismarck »), un mémorial honorant Otto von Bismarck, et le Schlossbergturm (en français : « tour du mont du château »), une tour d'observation.
Deux ruisseaux qui prennent leur source sur le Roßkopf sont le Schobbach, qui traverse la vallée Wildtal et Gundelfingen, et le Reutebach qui traverse Zähringen, le faubourg septentrional de Fribourg. La gorge du Reutebach se trouve dans ce faubourg et l'entrée à la gorge près de l'église catholique de Zähringen.
Sur le Roßkopf était situé le village disparu Reutebach, le chef-lieu de la paroisse de Reutebach. Dans son rapport de visite, un évêque écrivit en 1597 que l'église paroissiale de la Sainte-Croix de Reutebach avait un chœur avec maître-autel, deux autels secondaires et une nef. Des restes de l'église de Reutebach ont été trouvés sous le parking au Harbuckweg à côté du pont sur le ruisseau Reutebach dans la forêt de Zähringen où il y a un panneau explicatif de la découverte. Du village restent encore trois fermes en haut, les Reutebacher Höfe. Le Schönehof était une ferme encore plus élevée à une altitude de 590 mètres. Elle appartenait à Karl von Rotteck, un politicien allemand (né à Fribourg le 18 juillet 1775 et mort à Fribourg le 26 novembre 1840). À la place de cette ferme figure maintenant une petite cabane où l'on peut se reposer ou s'abriter et une aire pour barbecue. Cet endroit est appelé Rottecksruhe (« repos Rotteck »).
Dans la forêt de la montagne au sud se trouvent l'église Sainte-Odile, une étape de pèlerinage, et la chapelle Saint-Wendelin. La chartreuse de Fribourg est au pied de la montagne.
À l'ouest se trouvaient les vignes du faubourg Herdern. Aujourd'hui il demeure un seul vignoble au milieu d'une zone résidentielle. Sous le Mercure Hotel Panorama Fribourg, dans la rue Wintererstrasse, se trouve une pelouse qui en allemand est appelée Wiese (en français : « pré ») ; des sculptures y sont exposées. Pour cette raison le terrain est appelé Skulpturenwiese (en français : « pré des sculptures »). Les sculptures sont l'œuvre du sculpteur Roland Phleps. Dans cet endroit se trouvait jusqu'en 1971 le Jägerhäusle (petite maison des chasseurs), d'abord une maison forestière, puis un restaurant.

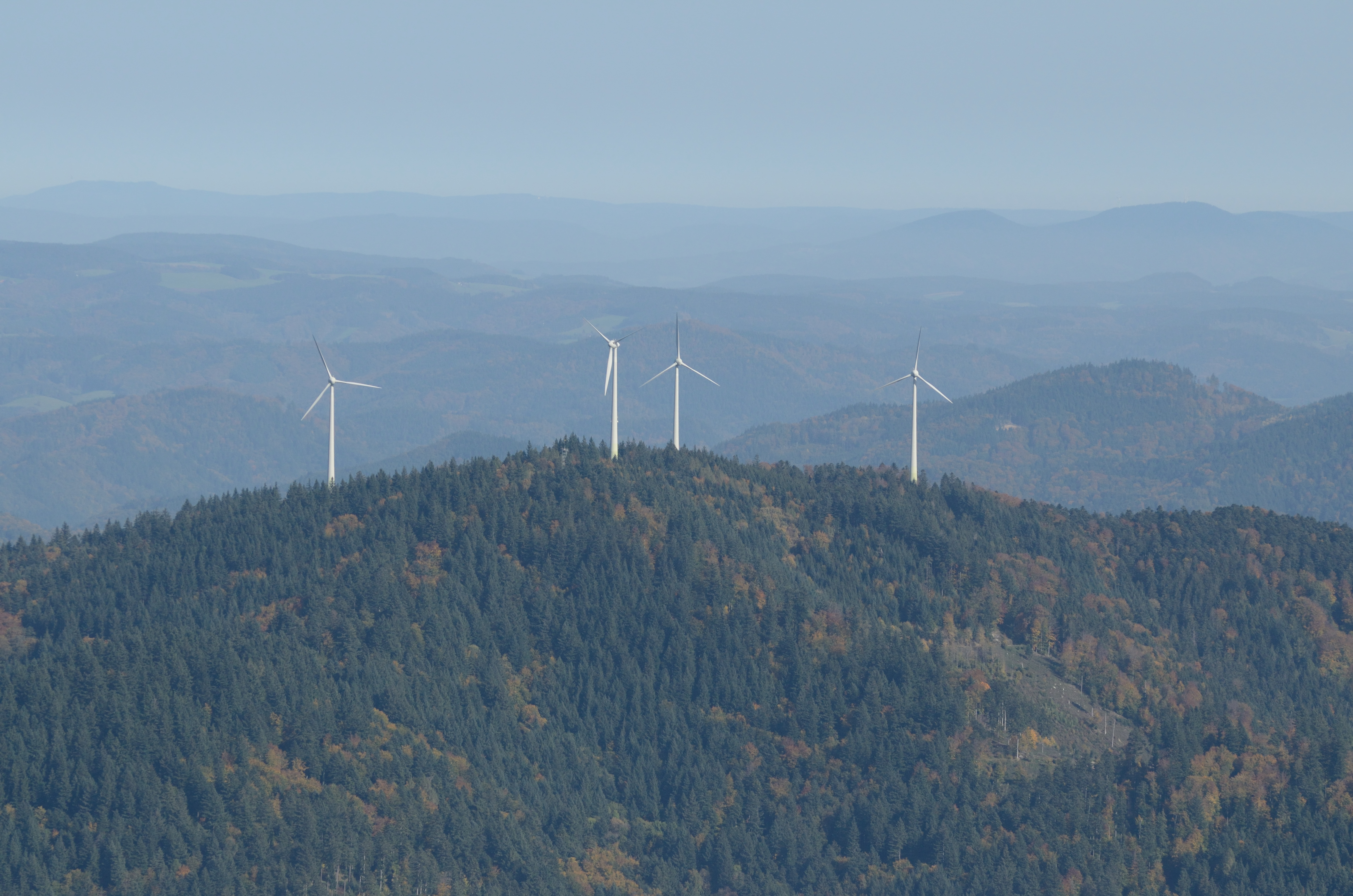
Photo aérienne du sommet ; en zoomant, on reconnaît le belvédère à gauche des deux éoliennes au centre.
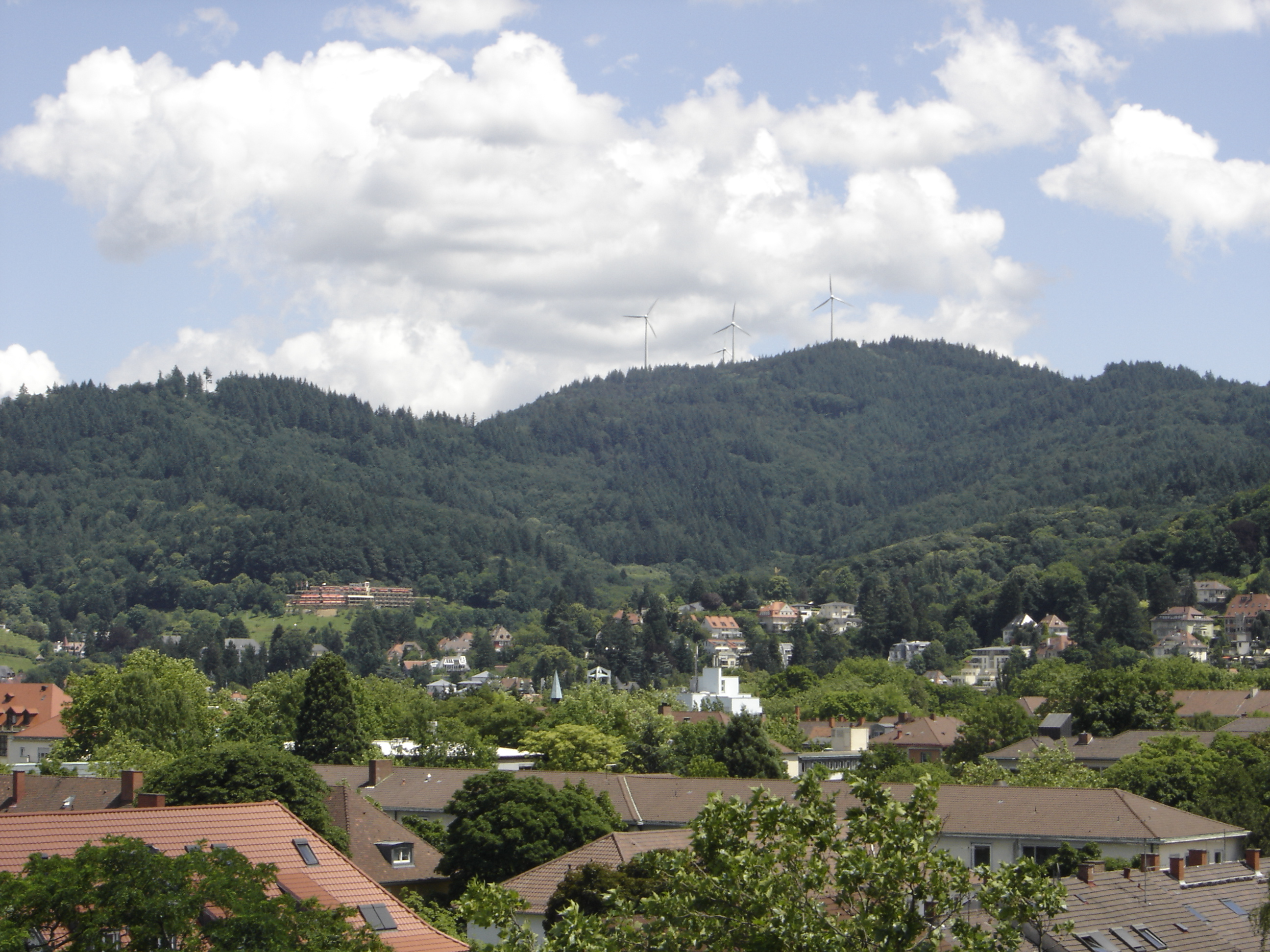
Roßkopf avec les éoliennes ; à gauche, sur le pré et devant la forêt, l'hôtel Mercure dans le coin où était le Jägerhäusle.
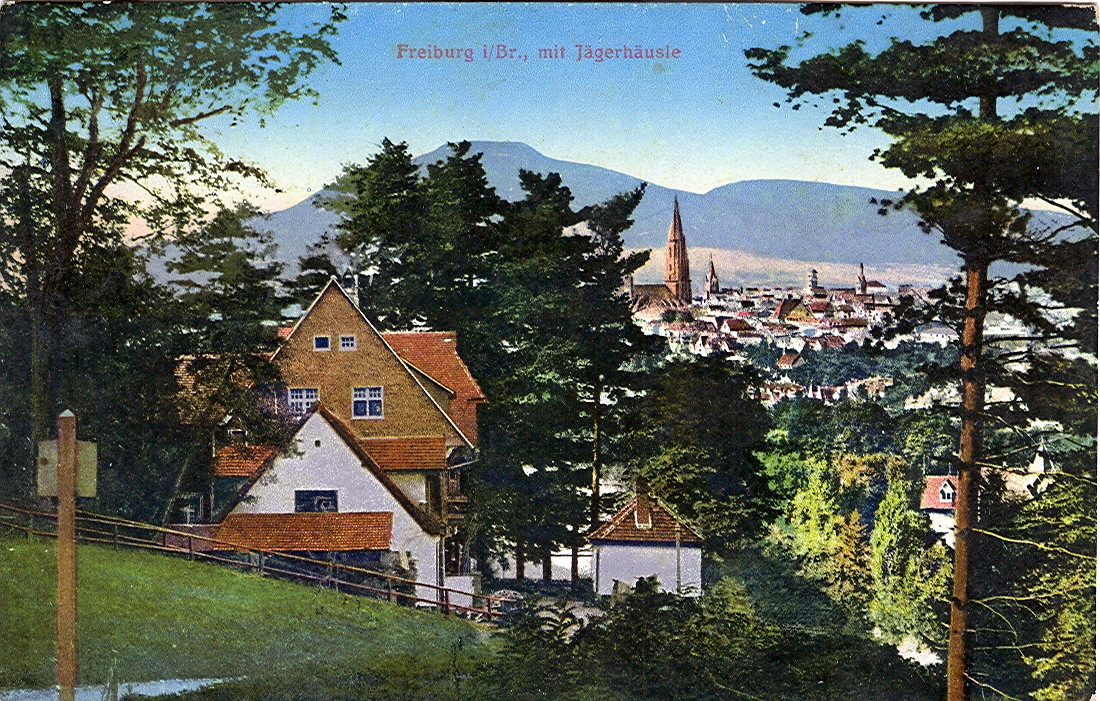
Jägerhäusle (petite maison des chasseurs) sur une carte postale de 1914.
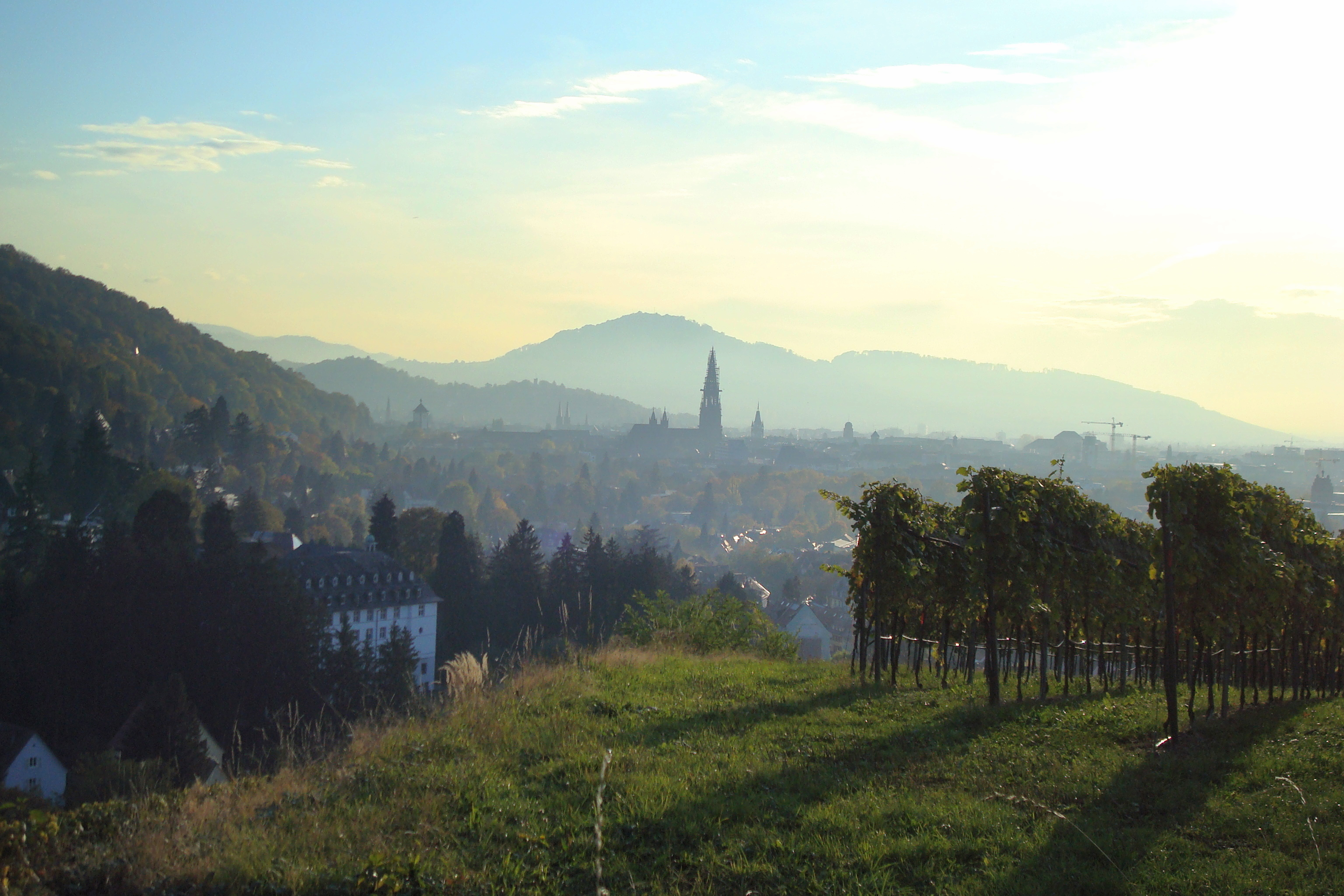
Vue depuis le vignoble dans la Eichhalde à l'ouest du Roßkopf.
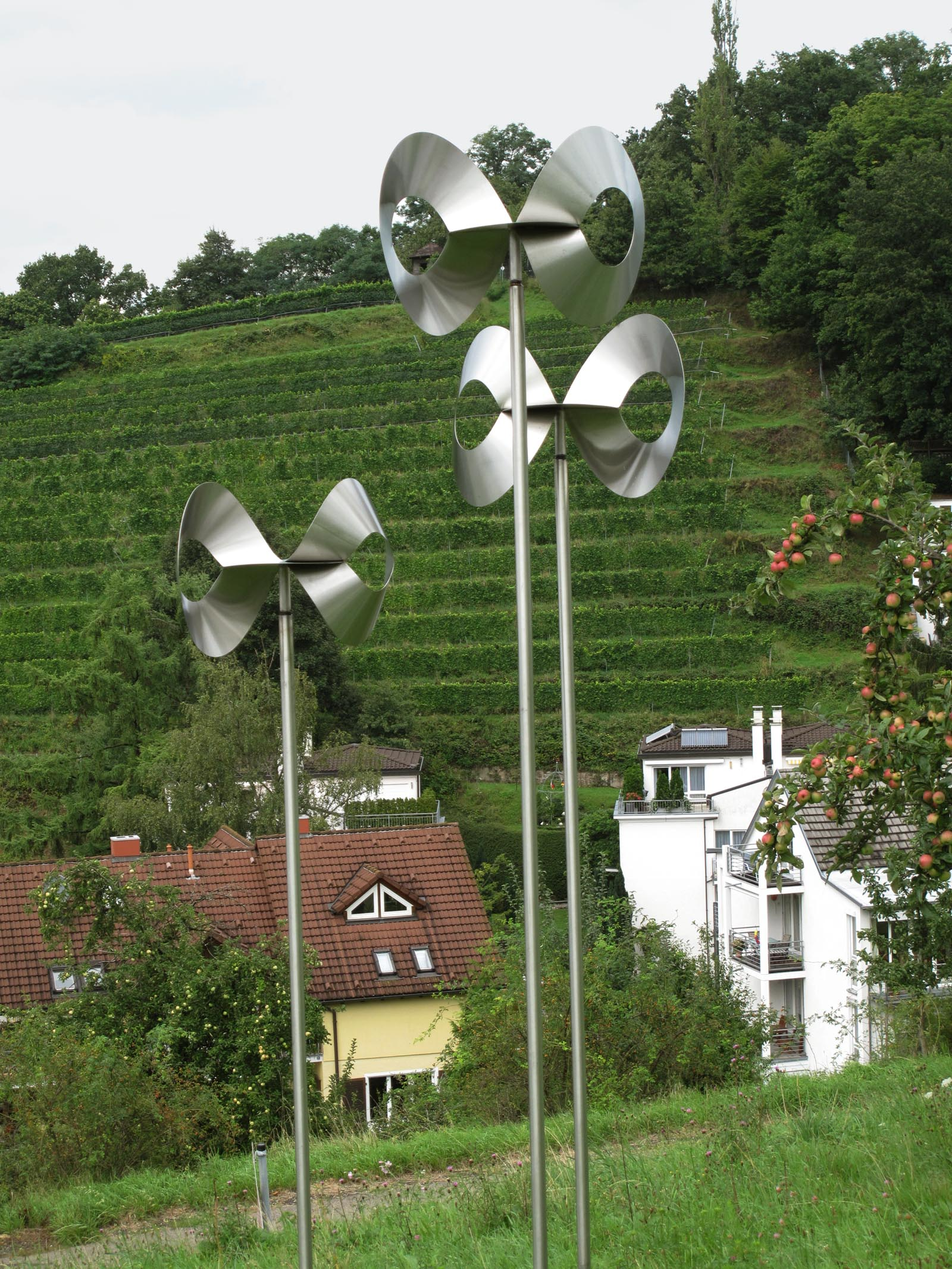
Trois des sculptures sur la Skulpturenwiese (« pré des sculptures ») ; à l'arrière-plan, des maisons le long du Jägerhäusleweg (« chemin de Jägerhäusle ») et le vignoble.